# Trappistinnenkloster La Paz (La Palma-Cartagena)
Das Trappistinnenkloster La Paz ist seit 1977 ein Kloster der Trappistinnen in La Palma (Cartagena), Stadt Cartagena, Region Murcia, in Spanien.

## Geschichte
Eine fromme örtliche Stifterin ermöglichte 1974 (offiziell 1977) die Gründung des Klosters Nuestra Señora de la Paz (Maria Frieden) in La Palma durch das damals personell überquellende Trappistinnenkloster Alloz. Nachdem sie auch noch den 1978 eingeweihten Kirchenbau durch Verkauf ihres Hauses finanziert hatte, lebte sie im Kloster und starb dort 1984. Das Kloster (seit 1978 Abtei) liegt südwestlich La Palma (Carril de los Vidales 20) unweit der Autopista AP-7. Die Schwestern stellen Dekorationselemente und Porzellan her. Bisherige Äbtissinnen: Pilar Morras (1978–2002) und Martina Benito Prado (2002–).